# Deus Ex: Human Revolution
Deus Ex: Human Revolution — компьютерная игра в жанрах стелс-экшен и Action/RPG, выполненная в стилистике киберпанк, разработанная компанией Eidos Montreal и выпущенная компанией Square Enix для платформ Windows, Xbox 360 и PlayStation 3 в 2011 году. В 2012 игра вышла на операционной системе macOS, в 2015 году стала доступна на Xbox One по программе обратной совместимости. Это третья по счёту игра во вселенной Deus Ex и одновременно перезапуск всей серии. На ранних этапах разработки игра носила название Deus Ex 3. Ни Уоррен Спектор, ни Харви Смит, являющиеся создателями первых двух игр, не принимали участия в новом проекте. Игра создана на движке Crystal Dynamics, на котором создавались игры Tomb Raider: Legend, Tomb Raider: Anniversary и Tomb Raider: Underworld.
Игра была тепло принята как критиками, так и фанатами. Особенно отмечались близость к первой части Deus Ex. В России игра была также тепло принята — «Игромания» поставила игре оценку 9.5, отметив огромное сходство с оригиналом, стиль игры в целом, сюжет и продвинутую боевую систему, однако критиковались плохая анимация персонажей и устаревший игровой движок.
В 2011 году вышла книга «Deus Ex: Icarus Effect» за авторством Джеймса Своллоу, одного из сценаристов Human Revolution; её сюжет частично пересекается с сюжетом игры. В России книгу одновременно с выходом игры выпустило издательство «Азбука». Выпускается серия комиксов по вселенной игры. На данный момент все шесть комиксов доступны читателю и неофициально переведены на русский. В 2016 году была выпущена игра-продолжение — Deus Ex: Mankind Divided.

## Игровой процесс
Deus Ex: Human Revolution — игра, совмещающая жанры стелс-экшен, Action/RPG и шутер от первого лица, предоставляющая игроку выбор стиля прохождения. Локации игры также обладают разными путями достижения конца уровня, выбор которых предоставлен игроку. Основой игровой механики игры являются биомеханические имплантаты, которые добавлены в тело главного героя с самого начала игры. Тем не менее большая часть находится в выключенном состоянии, так как мозг главного героя игры, Адама Дженсена, не в состоянии сразу контролировать все имплантаты. Поэтому в игре имеется возможность постепенного подключения нужных имплантатов с помощью так называемых программных пакетов «праксис», которые игрок может получить при достижении нового уровня, купить или найти в тайниках, спрятанных в различных местах локаций. Для включения имплантата требуется два пакета, а для улучшения уже активированного — один. Без имплантатов главный герой обладает базовым набором умений военного: стрельба из огнестрельного оружия, рукопашный бой и использование укрытий. Стрелять из-за укрытия можно как прицельно, частично выглядывая, так и навскидку.

## Сюжет
Действие игры происходит за несколько десятилетий до событий Deus Ex в 2027 году в Детройте, городе, экономика которого, базировавшаяся на нефти, пришла в упадок вследствие крупного кризиса. Но к 2027 году появились технологии аугментации, и один из лидеров индустрии частная компания «Шариф Индастриз» (англ. Sarif Industries) выбрала город в качестве места для размещения своей штаб-квартиры. Со временем технология приобрела высокую популярность среди обеспеченных людей, однако она встретила и множество противников, расколов общество на два противоборствующих лагеря. Одна сторона считает, что вмешательство в тело человека недопустимо, а другая видит в этом прогресс и огромные возможности.
Неизвестная группировка хорошо вооруженных экстремистов совершает нападение на штаб-квартиру «Шариф Индастриз», преследуя цель сорвать скорую презентацию компанией новой технологии. После нападения группа учёных, работавших над проектом, признаётся погибшими. В неё входили: Эрик Косс, Ниа Колвин, Деклан Фаэрти, Василий Шевченко и Меган Рид. Протагонист игры Адам Дженсен, начальник службы безопасности, оказывается на грани смерти после столкновения с аугментированными противниками. Для спасения его жизни руководство компании во главе с Дэвидом Шарифом принимает решение заменить поврежденные участки тела Адама имплантатами.
Спустя полгода Дженсен возвращается на работу и тут же оказывается в гуще событий: экстремистская организация «За чистоту» захватила один из заводов «Шариф Индастриз» вместе с находившимся там персоналом. Разобравшись с нападающими, Адам идёт по следу покончившего с собой хакера (управляемого в этот момент удалённо) и обнаруживает в детройтских трущобах концентрационный лагерь, управляемый агентством FEMA. Там же он находит аугментированных наёмников, совершивших нападение на штаб-квартиру «Шариф Индастриз» полгода назад. Адам решает провести вылазку на территорию лагеря, по пути вступая в бой с одним из аугментированных террористов, Барретом, который уверяет, что и за ними, и за FEMA стоят некие высшие силы.
По наводке Баррета Дженсен отправляется на остров Хэнша, ставший к 2027 году высокотехнологичным мегаполисом в КНР. Здесь он находит укрываемого триадами голландского хакера ван Брюггена и узнает, что тот работал на компанию «Тай-Юн Медикал» (ТЮМ), главного конкурента «Шариф Индастриз». Проникнув в небоскреб ТЮМ и столкнувшись с главой компании Чжао Юньжу, Дженсен находит подтверждение своим догадкам: учёные «Шариф Индастриз» были не убиты, а похищены, в чём была замешана Элиза Кассан, принадлежащая к числу самых авторитетных журналистов мира.
Дженсен отправляется в Монреаль, в штаб-квартиру медиакорпорации «Пик». Здесь он обнаруживает, что Элиза Кассан — не живой человек, а искусственный интеллект, тем не менее действительно участвовавший в заговоре. Дженсен узнает, что с похищением учёных был связан доктор Исайя Сэндовал, член борющегося с технологией имплантатов «Фронта человечества» и ближайший сподвижник главы фронта Уильяма Таггарта. В охваченном беспорядками Детройте Дженсен находит Сэндовала и узнает, что «Фронт человечества» и движение «За чистоту» связаны гораздо сильнее, чем казалось: Сэндовал и лидер экстремистов Зик Сандерс — родные братья. Более того, за ними, как и за корпорациями, стоит теневое мировое правительство — Иллюминаты. Обнаружив сигнал одного из похищенных учёных, Василия Шевченко, Дженсен возвращается в Хэнша, где летательный аппарат «Шариф Индастриз» сбивают наёмники из частной военной компании «Беллтауэр». Дженсен узнает, что его цель была ложной — руку-имплантат Шевченко вместе с передатчиком приживил себе мафиозный босс Тонг Си Хунг. Тем не менее китаец сообщает, что получил её от «Беллтауэр»: наемники похищают в Хэнша людей и куда-то увозят. Дженсен пробирается в порт и в грузовом контейнере попадает в секретную лабораторию «Беллтауэр» в Сингапуре. Здесь Дженсен находит Меган Рид и других считавшихся погибшими учёных, а также Чжао Юньжу. Они разрабатывали новую технологию, позволявшую через вживлённый чип управлять поведением людей с имплантатами. За этим проектом стоит Хью Дэрроу, нобелевский лауреат, создатель технологии имплантатов и бывший крупнейший акционер «Шариф Индастриз». Дэрроу, разочаровавшийся в своем изменившем мир творении, хочет уничтожить его — под действием чипа люди с имплантатами впадают в безумие и неконтролируемую ярость.
На личном космическом шаттле Дэрроу Дженсен отправляется на «Панхею» в Арктике — часть огромного геоинженерного сооружения, призванного остановить глобальное потепление. Здесь Дэрроу проводит пресс-конференцию с участием мировых лидеров; распространенный на вживленные чипы сигнал инициирует по всему миру и на станции бойню. Дженсен сталкивается с Чжао Юньжу, подключившейся к управляющему станцией квантовому суперкомпьютеру «Хирон», которую приходится убить. В финале игры он, в зависимости от выбора игрока, может распространить с радиопередатчика «Панхеи» одно из трех посланий: признание Дэрроу, после которого будут прекращены любые исследования с технологией имплантатов во имя будущего человечества; обращение Дэвида Шарифа, обвиняющее в произошедшем борцов с имплантатами и открывающее корпорациям путь в золотой век технологий; обращение Уильяма Таггарта, содержащее призыв к моральности, которое приведёт к тому, что технология имплантатов будет тайно контролироваться Иллюминатами. Также Дженсен может уничтожить «Панхею», погибнув вместе с ней и оставив человечество в неведении. В сцене после титров звучит разговор персонажей Deus Ex — Боба Пейджа и Моргана Эверетта, к которым присоединяется Меган Рид.

## Разработка
| Системные требования | Системные требования                                            | Системные требования                             |
| -------------------- | --------------------------------------------------------------- | ------------------------------------------------ |
|                      | Минимальные                                                     | Рекомендуемые                                    |
| Microsoft Windows    |                                                                 |                                                  |
| ОС                   | Windows XP SP3, Windows Vista, Windows 7                        | Windows 7                                        |
| ЦПУ                  | 2 ГГц двухъядерный                                              | AMD Phenom II X4 или Intel Core 2 Quad или лучше |
| Объём ОЗУ            | 1 ГБ (XP), 2 ГБ (Vista и Windows 7)                             | 2 ГБ                                             |
| Место на диске       | 8.5 ГБ                                                          | 8.5 ГБ                                           |
| Видеокарта           | NVIDIA GeForce 8 series или ATI Radeon HD 2000 series или лучше | AMD Radeon HD 5850 или лучше                     |

О планах разработки третьей игры во вселенной Deus Ex впервые было сообщено главой французского подразделения Eidos Патриком Мельхиором в мае 2007 года.. Официальный анонс её состоялся в ноябре того же года вместе с выпуском тизера.
Первые подробности будущей игры были сообщены журналом PC Zone спустя почти год после анонса, в октябре 2008 года. Были подтверждены ходившие ранее слухи о том, что игра станет приквелом первой и второй частей Deus Ex, а также стало известно имя главного героя.
Весной 2009 года Eidos Interactive, которой принадлежали права на серию Deus Ex, была куплена японской компанией Square Enix. Вскоре стало известно, что Square Enix помогает монреальской студии Eidos в работе над игрой.
В марте 2010 года после официальной смены названия игры был выпущен новый тизер, демонстрирующий её главного героя Адама Дженсена. 4 июня был представлен первый полноценный трейлер, представляющий собой развитие тизера и приуроченный к выставке компьютерных игр E3 2010. Накануне E3 в ряде специализированных изданий появились превью игрового процесса Deus Ex: Human Revolution. На самой выставке геймплей демонстрировался за закрытыми дверями и не был показан широкой публике. Однако после завершения выставки в сети Интернет была выложена тайно сделанная видеозапись геймплея. Первый официальный ролик, демонстрирующий игровой процесс, появился в августе.
17 сентября 2010 года был опубликован новый тизер, ранее показанный на Tokyo Game Show, в котором более детально описываются события, непосредственно предшествующие основному сюжету.
В декабре 2010 года стало известно, что релиз игры, ранее планировавшийся на начало 2011 года, отложен на более поздний срок.
В марте 2011 года наконец была объявлена точная дата релиза игры — 23 августа в Северной Америке и 26 августа в Европе.
Разработкой PC-версии игры занималась нидерландская студия Nixxes Software, которая ранее уже сотрудничала с Eidos в вопросе портирования игр. Геймдизайнер Human Revolution Жан-Франсуа Дюга в интервью сайту Shacknews пояснил, что такое решение было вызвано нехваткой рабочей силы: «Это был больше вопрос логистики и количества людей, необходимого для уверенности, что все версии находятся на одном уровне качества». Eidos Montreal контролировала процесс создания PC-версии.

### Саундтрек
Оригинальный саундтрек к игре был написан канадским композитором Майклом Макканом, ранее работавшего над такими играми, как ReGenesis и Splinter Cell: Double Agent.
| №   | Название                         | Длительность |
| --- | -------------------------------- | ------------ |
| 1.  | «Icarus - Main Theme»            | 3:41         |
| 2.  | «Opening Credits»                | 2:15         |
| 3.  | «Main Menu»                      | 1:50         |
| 4.  | «First and Last»                 | 3:14         |
| 5.  | «Detroit City Ambient (Part 1)»  | 2:03         |
| 6.  | «Detroit Marketplace»            | 3:45         |
| 7.  | «The Mole»                       | 2:24         |
| 8.  | «Barrett Boss Fight»             | 2:49         |
| 9.  | «Home»                           | 2:17         |
| 10. | «Jewel of the Orient»            | 1:03         |
| 11. | «Lower Hengsha Ambient (Part 1)» | 2:21         |
| 12. | «Singapore Ambient (Part 2)»     | 2:24         |
| 13. | «After the Crash»                | 4:03         |
| 14. | «The Hive»                       | 3:56         |
| 15. | «Harvesters»                     | 2:57         |
| 16. | «Hung Hua Brothel» (Extended)    | 3:17         |
| 17. | «Everybody Lies»                 | 4:40         |
| 18. | «LIMB Clinic»                    | 1:44         |
| 19. | «Penthouse»                      | 1:36         |
| 20. | «Hengsha Daylight (Part 1)»      | 4:25         |
| 21. | «Entering TYM»                   | 1:54         |
| 22. | «Return to Hengsha»              | 2:43         |
| 23. | «And Away We Go»                 | 1:17         |
| 24. | «Namir» (Trailer Edit)           | 2:30         |
| 25. | «Endings»                        | 2:10         |

| №   | Название                       | Длительность |
| --- | ------------------------------ | ------------ |
| 1.  | «Icarus - Main Theme»          | 3:44         |
| 2.  | «Opening Credits»              | 2:14         |
| 3.  | «Main Menu»                    | 1:50         |
| 4.  | «Barret Boss Fight»            | 2:48         |
| 5.  | «Detroit City Ambient Part 1»  | 2:02         |
| 6.  | «And Away We Go»               | 1:17         |
| 7.  | «Lower Hengsha Ambient Part 1» | 2:16         |
| 8.  | «Return to Hengsha»            | 2:27         |
| 9.  | «Hung Hua Brothel»             | 1:55         |
| 10. | «Everybody Lies»               | 4:42         |
| 11. | «LIMB Clinic»                  | 1:41         |
| 12. | «Endings»                      | 2:10         |

## Релиз

### Загружаемый контент
До выхода Director’s Cut для Deus Ex: Human Revolution было доступно три DLC: Explosive Mission Pack, Tactical Enchancement Pack и The Missing Link.
В Explosive Mission Pack входили эксклюзивная миссия «Спасение Тонга», гранатомёт Linebacker G-87 MSGL, дистанционно управляемая взрывчатка M-28 UR-DED и автоматическое устройство взлома AUD. В Tactical Enchancement Pack входят двуствольное ружье, снайперская винтовка с глушителем и 10000 кредитов при старте игры. Оба пака были также доступны при предзаказе через различных распространителей в качестве бонуса, а также были включены в издание Augmented Edition и могли быть загружены отдельно.
DLC The Missing Link вышел 18 октября 2011 года. В нём описываются события, произошедшие с Адамом Дженсеном в период между отправкой из Хэнша и прибытием в Сингапур. При подходе к тихоокеанской перевалочной базе «Райфлмен Бэнк» охранной корпорации «Беллтауэр» Дженсена ловят и помещают в электромагнитное поле, отключая при этом все его имплантаты. Дженсену предстоит высвободиться и, с помощью неожиданных таинственных союзников, разгадать очередной кусочек глобального заговора.
После выхода Director’s Cut оригинальная игра и дополнения к ней более не доступны для приобретения, хотя у игроков, ранее купивших оригинальное издание, старая игра остается в списке доступных к установке.

### Director’s Cut
20 марта 2013 года, компания Eidos Montreal анонсировала, что собирается выпустить версию игры для платформы Wii U, под названием Deus Ex: Human Revolution Director’s Cut, которая, по их словам, является «окончательным изданием игры». Изменения включают в себя улучшенные сражения с боссами, ИИ и графику, а также специальные возможности при использовании геймпада для консоли Wii U. Первый трейлер игры был выпущен 3 апреля 2013 года, с указанием различных функциональных возможностей, которые геймпад Wii U будет предлагать. Игра представляет собой совместное производство между компанией Eidos Montreal и австралийскими разработчиками из Straight Right, которые также работали с BioWare для Wii U версии Mass Effect 3.
Первоначально был объявлен выпуск в мае 2013 года, но был отложен до октября. На Electronic Entertainment Expo 2013 было объявлено, что Director’s Cut станет мультиплатформенным релизом, который будет доступен на PC, PlayStation 3, Xbox 360 и Wii U. Релиз Director’s Cut состоялся 22 октября 2013 года.
Square Enix анонсировали скидку при приобретении игры на PC, для игроков, у которых имеется уже купленная копия оригинального выпуска. Также игру можно приобрести дешевле простого апгрейда тем, кто ранее купил ещё и копию The Missing Link, в качестве загружаемого контента в дополнение к исходной версии.
Вопреки тому, что оригинальная версия игры была локализована на русский язык компанией Новый Диск, Director’s Cut осталась без русского и польского языков.

## Реакция
| Сводный рейтинг       | Сводный рейтинг                                       |
| Агрегатор             | Оценка                                                |
| --------------------- | ----------------------------------------------------- |
| GameRankings          | ПК: 90,19 % PS3: 89,89 % X360: 89,57 % Wii U: 89,30 % |
| Metacritic            | 90/100 (PC) 89/100 (PS3) 89/100 (Xbox360)             |
| Иноязычные издания    |                                                       |
| Издание               | Оценка                                                |
| Destructoid           | 9,5/10                                                |
| GameSpot              | 8,5/10                                                |
| IGN                   | 9/10                                                  |
| Polygon               | 9/10                                                  |
| Русскоязычные издания |                                                       |
| Издание               | Оценка                                                |
| 3DNews                | 9/10                                                  |
| «IGN Россия»          | 8/10                                                  |
| StopGame.ru           | "Изумительно"                                         |
| «Игромания»           | 9,5/10                                                |
| «Канобу»              | 9,4/10                                                |

Игра получила положительные отзывы и высокие баллы среди критиков и игроков. На агрегаторе Metacritic балл игры составляет 90 из 100 на PC, 89 из 100 на игровых приставках PS3 и Xbox 360. Агрегатор GameRankings представляет похожие результаты: 90,19 % на ПК, 89,89 % на PS3 и 89,57 % на Xbox 360.

### Русскоязычная пресса
Deus Ex: Human Revolution, по мнению рецензента «3DNews» Артёма Терехова, совмещает в себе проработанный сюжет и гибкий игровой процесс, поданные в декорациях мрачного футуристичного мира. Убедительность мира игры, изображающего реалии расколотого сообщества, способна вызывать трепет, так как в Human Revolution идёт речь не о далеком будущем, а уже о нашей жизни. Тем не менее, продолжает рецензент, насладиться проработанным сюжетом мешает невыразительная игра актёров, портящая качественно прописанные диалоги. Главным же всё равно является геймплей, который в лучших традициях RPG, даёт игроку полную свободу, достигнутая стараниями разработчиками при создании общего набора правил и ограничений, позволяющих на полную развернуться в рамках игры. Каждая локация Human Revolution обладает большим количеством вариантов прохождения, например, игра позволяет скрытно пробраться через локацию подобно Гаррету из Thief, пойти напролом с пулемётом наперевес, направить систему безопасности врага против них самих же, получить значительное преимущество за счёт своего красноречия в беседе с ключевым персонажем или сделать всё это вместе. И при всём данном многообразии игра сама по себе большая. Минусом же выделяются битвы с боссами, которые возможно пройти только убив оппонента. В заключении Терехов добавляет, что всё вышеописанные достоинства дают игре право считаться не только достойным наследником Deus Ex, но и одной из лучших игр своего года.
В рецензии от «Канобу», комментируя недостатки Human Revolution (вроде слабой анимации или игры актёров), отмечают, что они становятся заметными лишь из-за желания рассматривать игру под лупой, так как в ней уделено огромное внимание различным мелочам. Начиная от проработанности локаций и вариативности её прохождения, и заканчивая обилием электронных заметок, встречаемых в различных местах по ходу игры. Рецензент напоминает, что у сообщества фанатов были опасения касательно того, что элементы скрытного прохождения будут отображаться от третьего лица, но они, наоборот, органично вливаются в игровой процесс. Тем не менее также отмечается промах в битвах с боссами, которые выбиваются из идеального баланса остальной игры. Странным кажется настоящее обилие модификаций главного героя, которых даже больше чем у Джей Си, главного героя оригинальной игры, события которой происходят в 2052 году. Это несколько ломает попытку разработчиков показать нарастающую популярность имплантатов. Также положительно выделяется сюжет, который показывает настоящую детективную историю, где даже второстепенных персонажам сопереживаешь как «родным». При всех недостатках, подводит итог рецензент, игра достойна звания игры года во многих отношениях, а минусы возникают только лишь из-за её внушительного размера.
«Безусловное событие для всего игрового сообщества» — слова, которыми в предварительной рецензии от сайта «Игромании» Максим Еремеев описывает выход Deus Ex: Human Revolution. Слухи о начале разработки вызвали о игрового сообщества сильный резонанс, вызванный опасениями по поводу разработки столь значимой игры как Deus Ex 3 неизвестной новой студией. Но, как заверяет Еремеев, игра однозначно заслуживает внимания. По мнению рецензента, разработчики из Eidos Montreal отнеслись с уважением к оригиналу, перенеся в новую игру сочетание шутера от первого лица с ролевой игры. В зрелищности и красках Human Revolution даже удалось обойти первоисточник. А музыкальное сопровождение Майкла Макканна только подчеркивает визуальное великолепие. Поиск же недостатков рецензент назвал сложным делом, так как в целом игра обладает идеальным балансом между традициями прошлой игры и новшествами нынешнего поколения, за которым минусы уже не увидеть.

### Продажи
Летом 2018 года, благодаря уязвимости в защите Steam Web API, стало известно, что точное количество пользователей сервиса Steam, которые играли в Deus Ex: Human Revolution - Director's Cut хотя бы один раз, составляет 1 358 070 человек.
В мае 2022 года стало известно, что общие продажи Deus Ex: Human Revolution, Deus Ex: Human Revolution - Director's Cut и Deus Ex: Mankind Divided превысили 12 млн копий.

### Награды
Deus Ex: Human Revolution в 2011 году заняла второе место в номинации «RPG года» (Мнение редакции) журнала «Игромания», также заняла второе место в номинации «Игра года» по итогам «всенародных игровыборов 2011», проходивших на сайте журнала «Игромания» (голосование посетителей), почти догнав The Elder Scrolls V: Skyrim, и первое место в номинации «Игра года» по итогам «Видеомании», видеоприложения к журналу. Игра получила награду «Лучшая игра 2011 года» по версии журнала «Страна Игр», статья была опубликована в февральском номере за 2012 год. Российский портал StopGame.ru присудил игре победу в номинациях «Игра года 2011», «Самый отважный герой 2011 (Адам Дженсен)», «Лучший сюжет 2011», «Лучший оригинальный саундтрек 2011» и «Лучшая ролевая игра 2011».